# Buddelundiella borgensis
Buddelundiella borgensis är en kräftdjursart som beskrevs av Karl Wilhelm Verhoeff 1936. Buddelundiella borgensis ingår i släktet Buddelundiella och familjen Buddelundiellidae. Inga underarter finns listade i Catalogue of Life.